# 亚历山大·罗曼诺维奇·托尔马乔夫
亚历山大·罗曼诺维奇·托尔马乔夫（羅馬化：Aleksandr Romanovich Tolmachyov；1993年4月7日—）是俄罗斯政治人物，第八届国家杜马代表。
2014年至2015年，托尔马乔夫担任“Unimaks”青年中心主任。2016年，他当选莫斯科州卢霍维齐区众议院代表。同年，他成为莫斯科州杜马代表叶夫根尼·阿克萨科夫的助理，以及国家杜马议员叶连娜·谢罗娃的助理。2018年2月至2019年2月，托尔马乔夫担任统一俄罗斯全俄公共组织青年卫队莫斯科地区分部副主任。 2019年7月10日，他被任命为统一俄罗斯党青年近卫军莫斯科州支部负责人。2021年9月起担任第八届国家杜马代表。他与人共同起草了《志愿者生命健康强制保险法》草案。

## 制裁
托尔马乔夫于2022年因俄乌战争而受到美国财政部制裁。